# دوره عشق
«دوره عشق» آلبومی از گروه اسکوتر است که در سال ۱۹۹۷ میلادی منتشر شد.
این آلبوم در چارت‌های فنلاند، جزو ده آلبوم اول قرار گرفت.